# Imielno (Sainte-Croix)
Pour les articles homonymes, voir Imielno.
Imielno est une localité polonaise, siège de la gmina d'Imielno, située dans le powiat de Jędrzejów en voïvodie de Sainte-Croix.